# Musiken i The Last of Us
Musiken i The Last of Us, ett survival horrorspel i tredjepersonsskjutarformat utvecklat av Naughty Dog och utgivet av Sony Computer Entertainment, komponerades av musikern Gustavo Santaolalla. Extra musik till nedladdningsbara The Last of Us: Left Behind komponerades av Santaolalla, Andrew Buresh, Anthony Caruso och Jonathan Mayer. Båda soundtracken producerades av Santaolalla, Mayer, och Aníbal Kerpel, med separata segment inspelade i både Los Angeles och Nashville. Santaolalla, känd för sitt minimalistiska förhållningssätt till kompositioner, var begeistrad över att jobba med soundtracket på grund av spelets fokus på datorspelsfigurerna och berättelse. Han började komponera musiken tidigt i utvecklingen av The Last of Us, med få instruktioner från arbetslaget kring tonen de planerade ha. I samarbete med varandra, siktade arbetslaget och Santaolalla på att göra soundtracket emotionellt, istället för otäckt. Santaolalla använde olika instrument för kompositionen av musiken, bland annat några som han var obekanta med.   
Albumet med soundtracket till The Last of Us släpptes på Itunes i juni 2013. Ytterligare låtar, innefattat några i Left Behind, släpptes på ett andra soundtrackalbum i februari 2014. Mottagandet för soundtracket var positivt och recensenterna ansåg att musiken samstämde med spelupplägget på ett passande sätt. I synnerhet tyckte recensenterna att den minimalistiska tematiken i soundtrackets komposition matchade spelets upplägg. Musiken i spelet nominerades till ett flertal priser. Många av spåren blev populära och genererade covers och liveframträdanden.  

## Produktion och komposition

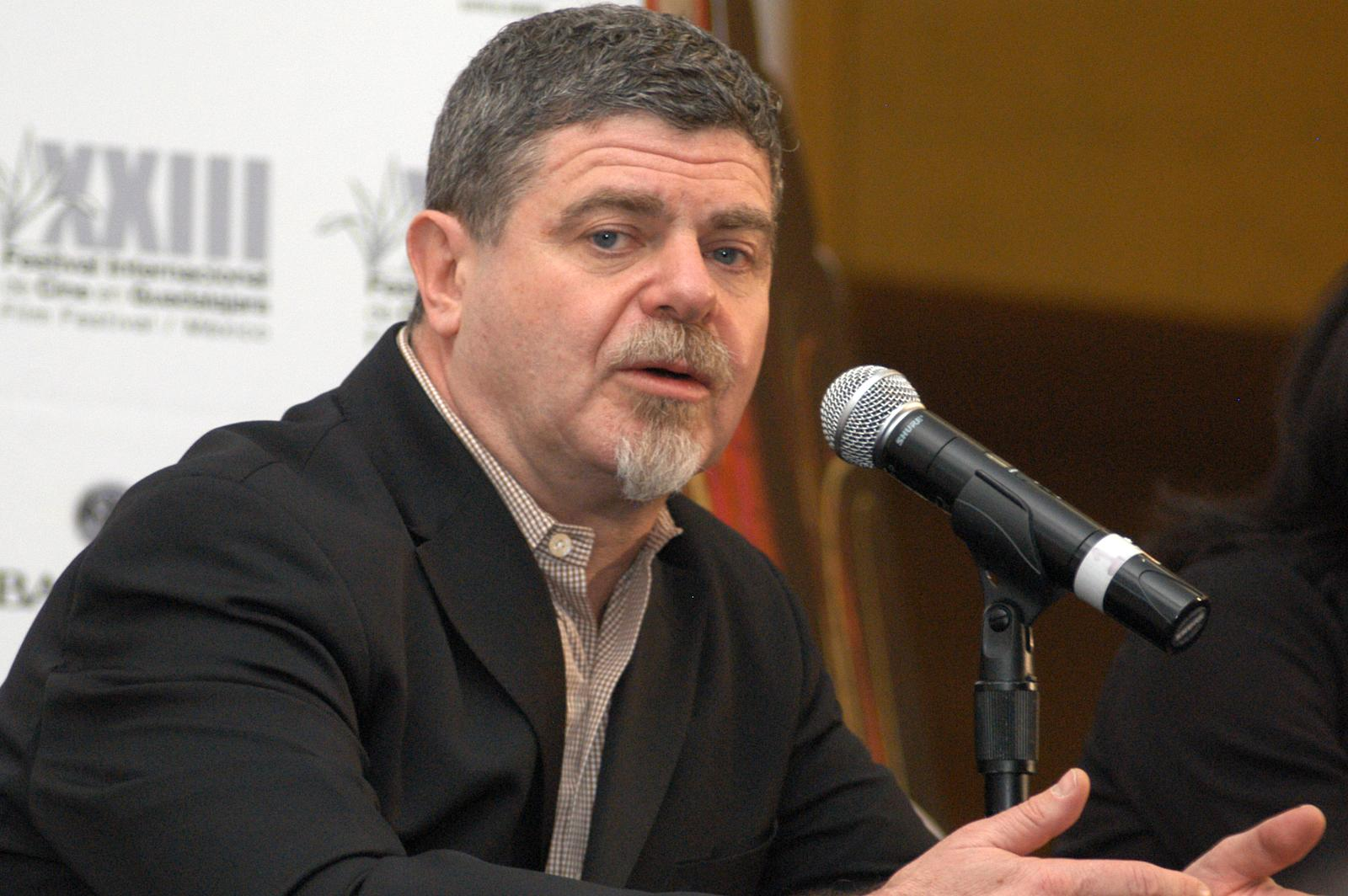
Gustavo Santaolalla komponerade musiken till The Last of Us

Under den tidiga utvecklingen av The Last of Us samlade Neil Druckmann, creative director och Bruce Straley, spelregissör, låtar som de fann inspirerande. När de sökte efter en kompositör som kunde arbeta på spelets musik insåg de att de flesta sammanställda låtarna var komponerade av Gustavo Santaolalla. Straley beskrev Santaolallas musik som "organisk orkestrering, minimalistiskt, dissonant och resonant med ljudet". Kompositören tackade ja när Sony kontaktade honom för att göra spelets soundtrack.  Efter att ha hört spelets pitch blev Santaolalla intresserad av att arbeta med The Last of Us; han ville tidigare arbeta med datorspel, men vägrade att arbeta på dem som inte fokuserade på berättelsen och datorspelsfigurna.
Santaolalla började jobba med The Last of Us i början av dess utveckling.  För att ge Santaolalla en punkt att basera sin musik på berättade Druckmann helt enkelt för honom om berättelsen och dess teman, i motsats till att ge specifika komponeringsinstruktioner. Santaolalla uppskattade denna frihet och kände att det hjälpte honom i processen. Han kände behovet av att "gå in i en lite mer mörk plats, mer textur och inte nödvändigtvis melodisk", vid komponeringen. Santaolalla föredrar att komponera samtidigt som inspelningen då han har begränsad kunskap av att läsa och skriva partitur.  För att utmana sig själv använde Santaolalla en mängd unika instrument som var nya för honom, något som gav "en känsla av fara och oskuld". Till The Last of Us använde han en ostämd gitarr som gav ett dovt buller. För att få fram unika ljud spelade Santaolalla in sina låtar i olika rum, däribland ett badrum och kök. Arbetslaget ville att spelets AI skulle påverka musiken. De försökte också få musiken att framkalla en reaktion från spelaren, då igenkänningen med ljuden skulle trigga en tidigare känsla den hade erfarit. Musikmanagern Jonathan Mayer kände att spelets actionmusik var skild från actionmusik i andra spel och konstaterade att den var relativt lågmäld, samt att när man tar den ut från kontexten förändrar den omedelbara reaktionen mot den. Spelets ledmotiv, "The Last of Us", var det första musikstycket som arbetslaget tog del av, och de blev väldigt imponerade av den. Med musiken ville arbetslaget "få känsla", istället för "skräck". Arbetslaget blev inspirerade av den sparsamma musiken i filmen No Country for Old Men och försökte få musiken i The Last of Us att på andra sätt "göra dina händer svettiga". De orkestrerade delarna av soundtracket spelades in på Ocean Way Studios i Nashville av Nashville Scoring Orchestra.
Bortsett från de officiella soundtracken finns det även ett antal licensierade låtar i spelet. Under en sekvens i spelet lyssnar datorspelsfigurerna Joel och Ellie på låtarna "I'll Never Get Out of This World Alive" och "Alone and Forsaken", båda framförda av Hank Williams. I den nedladdningsbara episodenThe Last of Us: Left Behind dansar Ellie och Riley till Etta James cover på låten "I Got You Babe" och i episoden spelas även "Stråkkvartett nr 3 i ess-moll" av Pjotr Tjajkovskij och "Stråkkvartett nr 4 i e-moll (B.19)" av Antonín Dvořák.

## Album

### The Last of Us
Soundtracket till The Last of Us består av låtar från spelet, komponerade och producerade av  Gustavo Santaolalla, och innehåller 30 spår med en speltid på 56 minuter. Sony Computer Entertainment utgav först albumet digitalt på Itunes den 7 juni 2013 och i fysisk form den 13 juni 2013. Soundtracket tillgängliggjordes också som en nedladdningsbar förbeställning i paketet  Sights and Sounds Pack.
Den orkestrerade musiken, framförd av Nashville Scoring Orchestra, spelades in på Ocean Way Studios i Nashville, medan trummorna och slagverken i soundtracket som spelades av Santaolalla, M.B. Gordy och Jonathan Mayer, spelades in på EastWest Studios i Hollywood. Mark Senasac och Aníbal Kerpel stod för all inspelning. Soundtracket mastrades av Tom Baker vid Precision Mastering i Los Angeles.
I spelets kontext togs soundtracket emot väl. Andy Kelly på Computer and Video Games sade att musiken är "sparsam och delikat"; och Oli Welsh på Eurogamer uttryckte sig i liknande ordalag och tillade att musiken spelar med spelets miljöer. Jim Sterling på Destructoid hyllade också musikens förmåga att komplettera spelandet. Game Informers Matt Helgeson lyfte fram Santaolallas verk och kallade det för "underskattat och spöklikt". Chris Kerr på Side One ansåg att soundtracket var "den perfekta kompanjonen" till spelet, och sade att det är "gripande, rörande, och flödar över av ödsligt hopp". På ett snarlikt sätt tyckte Keri Honea på Game Revolution att albumet kan "enkelt avnjutas utanför spelet", och berömde dess ovanliga spår och ljud. Gamespots Tom Mc Shea nämnde musiken som en av spelets främsta funktioner, kallade den "exceptionell", och lyfte fram dess tillgång under känslosamma scener. Thom Jurek på Allmusic hyllade albumets variation och skrev att Santaolalla lyckas "dra in och behålla uppmärksamheten hos lyssnaren."
Alla låtar är skrivna och komponerade av Gustavo Santaolalla. 
| 1.           | The Quarantine Zone (20 Years Later) | 3:40  |
| 2.           | The Hour                             | 1:01  |
| 3.           | The Last of Us                       | 3:03  |
| 4.           | Forgetten Memories                   | 1:07  |
| 5.           | The Outbreak                         | 1:31  |
| 6.           | Vanishing Grace                      | 2:06  |
| 7.           | The Hunters                          | 2:00  |
| 8.           | All Gone                             | 1:13  |
| 9.           | Vanishing Grace (Innocence)          | 0:55  |
| 10.          | By Any Means                         | 1:53  |
| 11.          | The Choice                           | 1:42  |
| 12.          | Smugglers                            | 1:38  |
| 13.          | The Last of Us (Never Again)         | 1:01  |
| 14.          | The Last of Us (Goodnight)           | 0:51  |
| 15.          | I Know What You Are                  | 1:21  |
| 16.          | Home                                 | 3:08  |
| 17.          | Infected                             | 1:16  |
| 18.          | All Gone (Aftermath)                 | 1:04  |
| 19.          | The Last of Us (A New Dawn)          | 2:28  |
| 20.          | All Gone (No Escape)                 | 2:54  |
| 21.          | Vanishing Grace (Childhood)          | 1:41  |
| 22.          | The Path                             | 1:29  |
| 23.          | All Gone (Alone)                     | 1:22  |
| 24.          | Blackout                             | 1:38  |
| 25.          | The Way It Was                       | 1:31  |
| 26.          | Breathless                           | 1:24  |
| 27.          | The Last of Us (You and Me)          | 2:08  |
| 28.          | All Gone (The Outside)               | 1:58  |
| 29.          | The Path (A New Beginning)           | 2:47  |
| 30.          | Returning                            | 3:35  |
| Total längd: | Total längd:                         | 56:21 |

### The Last of Us Volume 2
The Last of Us Volume 2, soundtracket till det nedladdningsbara The Last of Us: Left Behind, innehåller kompositioner från spelet, komponerade och producerade av Gustavo Santaolalla. Det finns också musik av Andrew Buresh, Anthony Caruso och Jonathan Mayer, samt några ytterligare spår från huvudspelet. Soundtracket består av 25 låtar med en speltid på 58 minuter. Sony Computer Entertainment publicerade först albumet påItunes och Amazon Music den 7 februari 2014, en vecka innan släppet av Left Behind.
Inspelningen och mastringen av soundtracket gjordes på samma platser som det första albumet. Den orkestrerade musiken, framförd av Nashville Scoring Orchestra, spelades in på Ocean Way Studios i Nashville, samtidigt som soundtrackets trummor och slagverk, spelade av M.B. Gordy, Santaolalla och Mayer, spelades in i Hollywood på EastWest Studios. Aníbal Kerpel spelade in och mixade all musik, och extra mixning gjordes av Mark Senasac, Joel Yarger, Mayer och Caruso. Soundtracket mastrades av Marc Senasac i PlayStation Recording Studios.
I kontexten till spelet fick soundtracket ett mestadels positivt mottagande. Mike Futter på Game Informer kände att soundtracket förbättrade spelet. Adnan Riaz på Nouse pekade på samma punkter och sade att soundtracket ackompanjerar några av spelets "avgörande ögonblick", och att det "bygger atmosfären för utbytena" mellan datorspelsfigurerna.
| 1.           | Fleeting                | Gustavo Santaolalla | 3:00  |
| 2.           | All Gone (Seasons)      | Santaolalla         | 2:00  |
| 3.           | Evasion                 | Andrew Buresh       | 1:20  |
| 4.           | All Gone (Partners)     | Santaolalla         | 2:17  |
| 5.           | Cause and Effect        | Mayer               | 2:14  |
| 6.           | All Gone (Reunion)      | Santaolalla         | 1:48  |
| 7.           | Stalking                | Santaolalla         | 1:59  |
| 8.           | Left Behind (Together)  | Santaolalla         | 2:43  |
| 9.           | The Capitol             | Anthony Caruso      | 3:21  |
| 10.          | Head Rush               | Santaolalla         | 3:25  |
| 11.          | Wandering               | Santaolalla         | 2:06  |
| 12.          | All Gone (Overcome)     | Santaolalla         | 1:52  |
| 13.          | Unstable                | Santaolalla         | 1:50  |
| 14.          | The Last of Us (Astray) | Santaolalla         | 3:28  |
| 15.          | Answers                 | Mayer               | 1:58  |
| 16.          | Drawn In                | Santaolalla         | 1:09  |
| 17.          | Apprehension            | Mayer               | 1:32  |
| 18.          | The Path (Vacant)       | Santaolalla         | 2:59  |
| 19.          | Convergence             | Mayer               | 2:49  |
| 20.          | Shadows                 | Santaolalla         | 0:58  |
| 21.          | No Mercy                | Santaolalla         | 2:34  |
| 22.          | Fleeting (Affection)    | Santaolalla         | 1:47  |
| 23.          | Extinction              | Buresh              | 1:55  |
| 24.          | Consumed                | Caruso, Mayer       | 4:14  |
| 25.          | Left Behind             | Santaolalla         | 3:55  |
| Total längd: | Total längd:            | Total längd:        | 58:29 |

## Eftermäle
The Last of Us vann "Excellence in Musical Score" vid 2014 års SXSW Gaming Awards, och soundtracket fick nomineringar på det tionde British Academy Games Awards och Spike Video Game Awards 2013, samt från Hardcore Gamer, IGN samt Gametrailers. Spelets ledmotiv framfördes live på Spike VGX i Culver City, Kalifornien den 7 december 2012. Musiken från The Last of Us spelades också live på The Last of Us: One Night Live i Santa Monica, Kalifornien den 28 juli 2014. Arrangemanget innehöll scener från spelet framfört av skådespelarna, ackompanjerade av spelmusiken som Santaolalla och hans band stod för. Spelets popularitet ledde till ett flertal coverversioner av musiken som släpptes av olika artister, så som violinisten Taylor Davis, gitarristen Igor Presnyakov och musikern Ben "Squid Physics" Morfitt.